# Eksperyment Filadelfia (film)
Eksperyment Filadelfia (ang. The Philadelphia Experiment) – amerykański film fabularny z roku 1984 w reżyserii Stewarta Raffilla. Scenariusz powstał na podstawie książki Charlesa Berlitza i Williama I. Moore pt. Eksperyment filadelfijski.

## Obsada
- Michael Paré jako David Herdeg
- Nancy Allen jako Allison Hayes
- Eric Christmas jako dr James Longstreet
- Bobby Di Cicco jako Jim Parker
- Louise Latham jako Pamela
- Kene Holliday jako Major Clark
- Joe Dorsey jako szeryf Bates
- Michael Currie jako Magnussen
- Stephen Tobolowsky jako Barney
- Gary Brockette jako adiutant Andrews
- Debra Troyer jako Pamela w młodości
- Miles McNamara jako Longstreet w młodości
- Ralph Manza jako Jim Parker na starość
- James Edgcomb jako oficer Boyer
- Glenn Morshower jako mechanik
- Rodney Saulsberry jako lekarz
- Vivian Brown jako mama Willis
- Stephanie Faulkner jako reporter TV
- Ed Bakey jako tato Willis
- Michael Villani jako reporter TV
- Vaughn Armstrong jako Cowboy
- Bill Smillie jako pastor
- Lawrence Lott jako technik
- Stephan O'Reilly jako rocker punkowy
- Clayton Wilcox jako transwestyta

## Fabuła filmu
Akcja filmu zajmuje się mitycznym, wojskowym eksperymentem filadelfijskim, przeprowadzonym na terenie Bazy Sił Morskich USA w Filadelfii (stan Pensylwania, USA), w 1943 roku. Eksperymentem objęty był amerykański okręt USS Eldrige, stacjonujący w tym porcie.
Dwóch marynarzy z okrętu, David Herdeg i Jim Parker, było świadkami tego, jak w czasie uruchomienia nieznanych im urządzeń elektrycznych, złożonych m.in. z komory wypełnionej niezliczoną liczbą lamp diodowych, okręt zaczął znikać. W chwili, gdy ponownie ujrzeli pokład statku, część załogi nie żyła. Ciała niektórych marynarzy uległy strasznym deformacjom, względnie zostały w tajemniczy sposób na stałe scalone z elementami statku.
Herdeg i Parker zostali poddani działaniom tajemniczych sił: zaczęli przenosić się w czasie i przestrzeni. Towarzyszyły temu gwałtowne wyładowania elektryczne, obejmujące miejsce znikania i pojawiania się marynarzy. Herdeg nie powrócił do swoich czasów, Parkerowi to się udało.
Przypadkowym świadkiem pojawienia się Herdega w roku 1984 była Allison Hayes. Postanowiła pomóc tajemniczemu marynarzowi. Wspólnie dotarli do starego już Parkera, aby móc wyjaśnić, co się stało. Parker nie wykazał gotowości pomocy. Herdega zaczęli ścigać urzędnicy FBI i armii amerykańskiej.
Anomalia w czasoprzestrzeni roku 1984, jaką wywołał pojawieniem się w przyszłości Herdeg, wyrzucony ze swojego czasu i przestrzeni w roku 1943, zaczęła działać niszcząco na Ziemię. Żyjący świadkowie eksperymentu, naukowcy z 1943 r., postanawiają wyekspediować Herdega w powstałą dziurę czasową. Ma on spowodować w przeszłości, w roku 1943, aby eksperymentu nigdy nie przeprowadzono. Cofając się ponownie w czasie, Herdeg niszczy na okręcie wojennym część instalacji elektrycznej i doprowadza do przerwania eksperymentu w roku 1943. Odwraca w ten sposób los innych marynarzy. Jednak w ostatnim momencie, gdy eksperyment ulegał destrukcji, udało mu się dokonać ponownego skoku w czasie, do roku 1984. Tu na stałe wiąże się z Allison.